# Lazisch
Het Lazisch is een Kartveelse of Zuid-Kaukasische taal, die gesproken wordt door de Lazen. De taal wordt gesproken aan de noordoostelijke Zwarte Zeekust van Turkije, en in één dorp aan de Georgische (Adzjarische) kant van de grens: Sarpi. Het is nauw verwant met het Mingreels in Georgië, waarmee het de Zanische talen vormt, dat volgens sommigen één enkele taal is. Hogerop is het Lazisch verwant met het Georgisch.
Evenmin als het Mingreels in Georgië beschikt het Lazisch in Turkije over een officiële status. Sinds oktober 2013 wordt de taal wel onderwezen in enkele basisscholen in de provincie Rize. Enkele weken eerder begon ook de tweede krant in het Lazisch (de eerste was zo'n 80 jaar eerder verboden), de Ağani Murutsxi. Deze krant publiceert ook artikelen in de twee andere minderheidstalen uit de regio; het Romeyka en Homshetsi.
Behalve in het oorspronkelijke kerngebied aan de Zwarte Zee wordt Lazisch inmiddels ook gesproken door migranten elders in Turkije en in West-Europa.